# All the World’s a Stage
All the World’s a Stage – piąty (pierwszy koncertowy) album kanadyjskiej grupy Rush.

## Lista utworów
1. „Bastille Day” – 4:59
2. „Anthem” – 4:57
3. „Fly by Night/In the Mood” – 5:05
4. „Something for Nothing” – 4:04
5. „Lakeside Park” – 5:06
6. „2112” – 15:45
  1. „(I) Overture” – 4:17
  2. „(II) The Temples of Syrinx” – 2:14
  3. “(III) Presentation” – 4:29
  4. „(IV) Soliloquy” – 2:25
  5. “(V) Grand Finale” – 2:27
7. „By-Tor & the Snow Dog” – 12:01
8. „ In the End” – 7:15
9. “Working Man/Finding My Way” – 14:20
10. “What You're Doing” – 5:39